# Muni Long

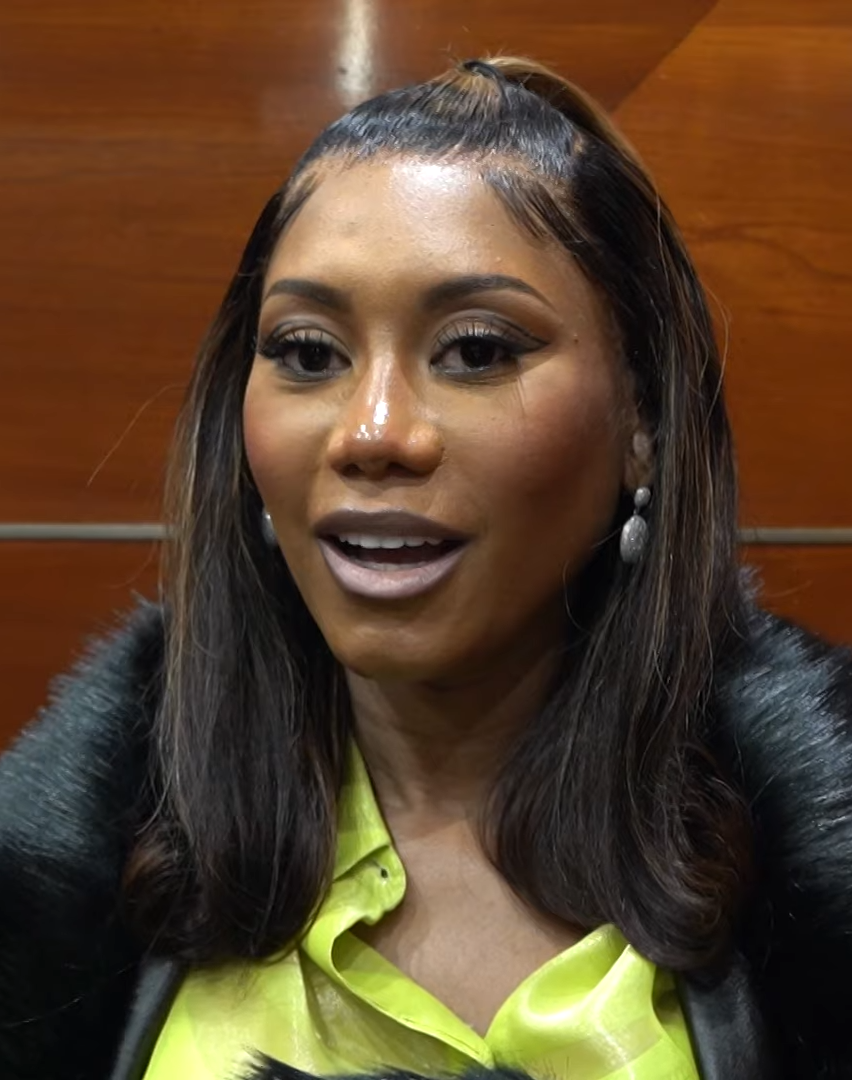
Muni Long während eines Interviews im Mai 2022

Muni Long (* 14. September 1988 in Gifford, Florida; bürgerlich Priscilla Renea Hamilton) ist eine US-amerikanische Sängerin.

## Kindheit und Jugend
Priscilla Renea Hamilton wurde am 14. September 1988 auf der Farm ihrer Großeltern im ländlichen Gifford im Indian River County westlich von Vero Beach geboren und machte 2006 ihren Abschluss an der Vero Beach High School. Ihr Vater war Mitglied der Navy.
In Interviews gab sie an, dass sie im Alter von zwei Jahren zu singen begann, sich aber erst im Alter beim Singen unter Menschen wohl fühlte. Dennoch war sie schon als Kind in einem Kirchenchor aktiv.
Später entdeckte sie YouTubefür sich und begann daraufhin, eigene Videos zu posten. Ihr erstes Video war eine Interpretation von "Cry Me a River", das sie bei einem Wettbewerb einreichte, dessen Gewinner mit Justin Timberlake bei der Grammy -Verleihung singen sollte, bei dem sie jedoch nicht ausgewählt wurde. Zudem nahm Hamilton zum Spaß Videos von sich selbst auf, in denen sie das Wörterbuch sang und schrieb unabhängig davon ihre eigenen Songs. Ihr Kanal hatte schließlich über 30.000 Abonnements und sie erhielt die Möglichkeit, an der MTV Show Say What? Karaoke teilzunehmen.

## Karriere

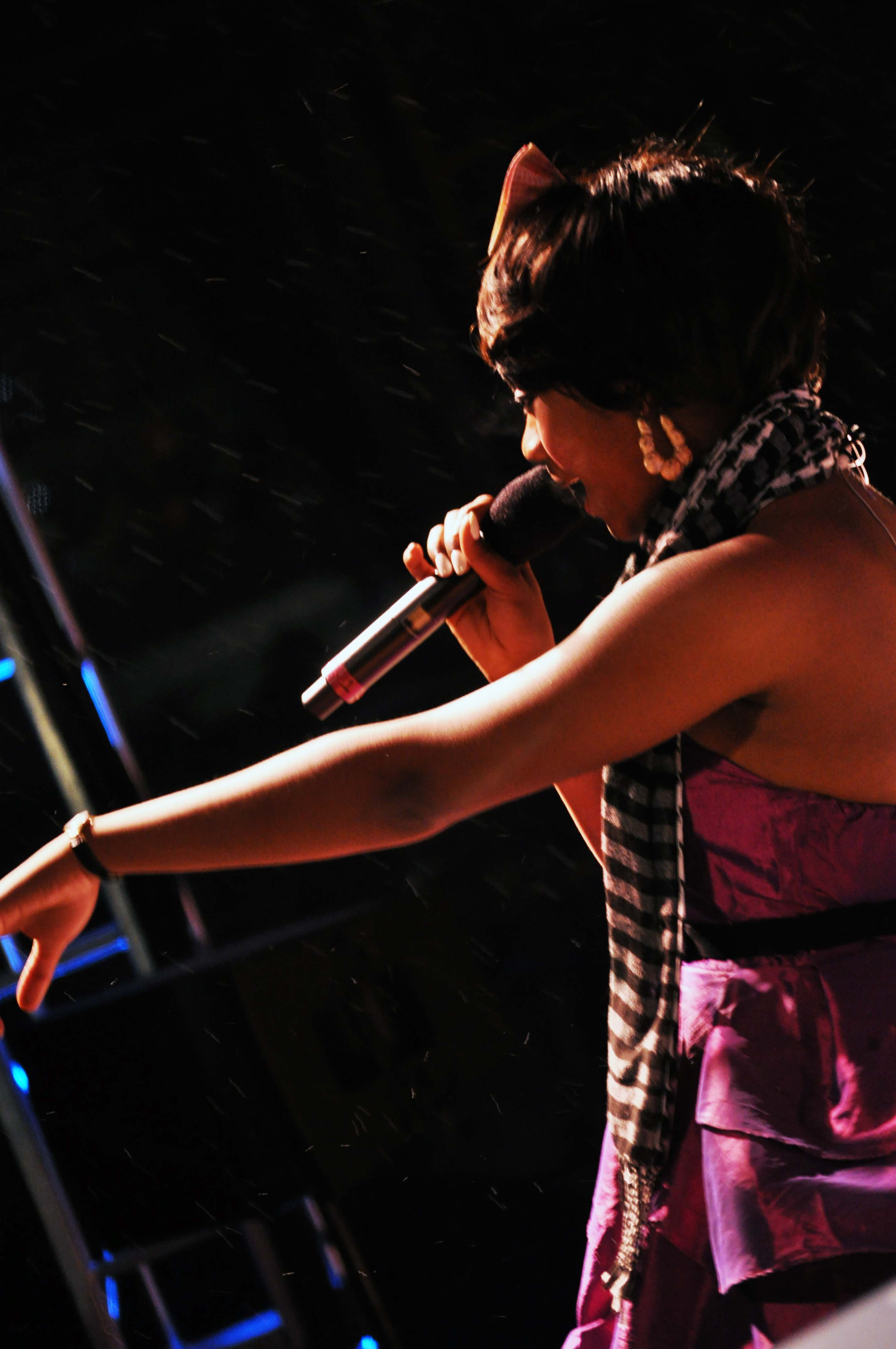
Muni Long 2009

Nachdem sie im Alter von 21 Jahren auf YouTube bekannt geworden war, unterschrieb die Sängerin im Jahr 2009 bei Capitol Records unter ihrem Geburtsnamen. Ihr Debütalbum sollte am 20. Oktober 2009 erscheinen, wurde aber verschoben, um zusätzliche Aufnahmen zu ermöglichen. Dem Album war die Single "Dollhouse" vorausgegangen, die am 18. August 2009 veröffentlicht wurde, es jedoch nicht in die Billboard Charts schaffte. Dafür erreichte der Song Platz elf der Heatseekers Singles Chart und Platz 31 der Hot Dance Club Songs, was für Priscilla Renea einen ersten kleinen Erfolg darstellte.
Das zugehörige Album Jukebox wurde schließlich am 1. Dezember 2009 veröffentlicht. Das Album verkaufte sich in der ersten Woche zwar nur 1.200 Mal, erreichte jedoch Platz dreiundzwanzig der Billboard Heatseekers-Albumcharts und hielt sich dort eine Woche lang. Trotz seines kommerziellen Misserfolgs wurde das Album von der Fachpresse gelobt. Die Billboard hob Longs Fähigkeit hervor, „Prosa und Poesie mit eingängigen Beats zu kombinieren“.
Daraufhin begann Long, Songs für andere Künstler zu schreiben. Im Jahr 2010 war sie Co-Autorin der britischen Nummer-eins-Single "Promise This" von der Sängerin Cheryl sowie des Songs "California King Bed" aus Rihannas fünftem Studioalbum Loud, das im November 2010 erschien.
Ende 2011 nahm sie am ASCAP-Retreat teil, einem von der Cain Foundation, Avid, Gibson und Sennheiser gesponserten Songwriting-Event in Frankreich.
Im Jahr 2013 war Long auf B.o.Bs Song John Doe aus seinem Album Underground Luxury zu hören. Im Jahr 2014 trug sie auch zum Debütalbum Reflection von Fifth Harmony bei, indem sie den Song Worth It mitschrieb, der Platz 12 der Billboard Hot 100 erreichte.
Zudem war Long Co-Autorin des 2014er Hit-Duetts Somethin’ Bad von Carrie Underwood und Miranda Lambert, das für einen Grammy Award nominiert wurde und Platz 1 der Billboard Country-Charts erreichte. Später wurde der Song von NBC Sports ausgewählt, um I Hate Myself for Loving You von Joan Jett als Eröffnungssong für die National Football League zu ersetzen. Wie der Song von Jett wurde auch Somethin’ Bad als Oh, Sunday Night überarbeitet und von Carrie Underwood gesungen, die das Original mit Miranda Lambert aufgenommen hatte.
Long trat als Sängerin auf der 2015er Single Be Right There von Diplo und Sleepy Tom auf. Der Track wurde in der Freitagabendshow von Annie Mac auf BBC Radio1 als „die heißeste Platte der Welt“ bezeichnet. Der Text von Be Right There stammt aus der 1992er Single Don’t Walk Away von Jade. Im Jahr 2016 arbeitete Long mit Pusha T und Meek Mill an Black Moses zusammen. Der Song war Teil des Soundtrack-Albums The Birth of a Nation.
Zwei Jahre später war Long auf dem Song Loverman von Train aus deren Album A Girl, a Bottle, a Boat zu hören.
Kurz darauf veröffentlichte Long am 6. April 2018 mit Gentle Hands und Heavenly die ersten beiden Singles aus ihrem damals noch nicht erschienenen Album Coloured. Die Musikvideos zu beiden Singles wurden online über das Paper Magazine veröffentlicht.
Das zugehörige Album erschien am 22. Juni 2018 und markierte damit neun Jahre seit dem Debüt der Sängerin. Longs Entscheidung, das Album Coloured zu nennen, wurde von einigen als provokant bezeichnet, da der Begriff „colored“ (farbig) in der amerikanischen Geschichte ein rassistisches Stigma darstellt. In Interviews erklärt sie, dass durch die Schreibweise mit einem „u“ das Wort „our“ (unser) in der Mitte erscheint, um ein Zeichen der Inklusion zu setzen. National Public Radio (NPR) stellte fest, dass Coloured als afroamerikanisches Country-Album eine „bewusst konfrontative Aussage“ ist. Rolling Stone stellte Family Tree auf dem Album als ein Lied des „Empowerments“ vor. Der Song Land of the Free ist laut NPR ein „Appell an die Empathie gegenüber denjenigen, die in Angst vor rassistischen Übergriffen und Polizeibrutalität leben“. Ashley Gorley war Co-Autor mehrerer Tracks. Im Jahr 2018 schrieb sie gemeinsam mit Mariah Carey den Song A No No, der auf ihrem fünfzehnten Studioalbum Caution zu finden ist.
Renea, die seit 2019 unter dem Pseudonym Muni Long arbeitet, veröffentlichte im Oktober 2020 den Song Midnight Snack mit einem dazugehörigen Video, in dem Jacob Latimore mitwirkte. Im selben Jahr war sie auch Co-Autorin von Ariana Grandes Just like Magic und Six Thirty aus dem Album Positions.
Mit der Erklärung, dass Muni Long die „Beschützerin von Priscilla“ sei, veröffentlichte Long im Dezember 2020 ihre Single mit dem Titel Build a Bae. Zuvor hatte sie am 13. November unter ihrem mitbegründeten Label Supergiant Records ihre Debüt-EP Black Like This veröffentlicht, gefolgt von der Sieben-Track-EP Nobody Knows im Juli 2021. Im November 2021 veröffentlichte sie eine acht Tracks umfassende EP mit dem Titel Public Displays of Affection. Zu dem Titel erklärte Long: „Ich bin wirklich ins Studio gegangen, um die Musik zu schreiben, und es gab Zeiten, in denen ich mich beim Weinen erwischt habe. Ich bin nicht gerade die gefühlvollste Person. Daher ist es für mich so etwas wie eine öffentliche Zurschaustellung von Zuneigung, wenn ich all meine Gefühle in dieses Projekt einfließen lasse“. Vibe beschrieb die EP als „intim“ und stufte sie auf Platz 19 der besten R&B-Alben des Jahres 2021 ein.
Im März 2022 unterschrieb Long bei der Plattenfirma Def Jam Recordings. Laut Vogue spiegelt Muni Long Reneas „neue starke, fabelhafte Persönlichkeit in der Mode“ sowie in der Musik wider, indem sie mit Hilfe des Star-Stylisten Jason Rembert eine neue „Kultur-Identität“ schaffe. Über die Vorstellung, ein schwarzes Vorbild zu sein, sagte sie: „Wie man jemandem vorgestellt wird, so wird er sich an einen erinnern, es sei denn, man wird neu vorgestellt“, und weiter: „Ich befinde mich im Prozess der Neuvorstellung.“
Am 1. Juli 2022 veröffentlichte Long die EP Public Displays of Affection Too, die durch die Singles Pain, Another und Baby Boo beworben wurde, wobei letztere eine Zusammenarbeit mit der Rapperin Saweetie war.
Am 14. September 2022 gab Long bekannt, dass ihr drittes Studioalbum Public Displays of Affection: The Album am 23. September 2022 veröffentlicht werden soll. Die achtzehn Tracks umfassende Sammlung enthält alle Songs ihrer vorherigen beiden EPs (abgesehen von "Just Beginning") sowie sechs neue Tracks.

## Diskografie

### Studioalben
| Jahr | Titel Musiklabel                                            | Höchstplatzierung, Gesamtwochen, AuszeichnungChartsChartplatzierungen (Jahr, Titel, Musiklabel, Platzierungen, Wochen, Auszeichnungen, Anmerkungen) | Anmerkungen                              |
| Jahr | Titel Musiklabel                                            | US | Anmerkungen                              |
| ---- | ----------------------------------------------------------- | --- | ---------------------------------------- |
| 2009 | Jukebox Capitol                                             | — | Erstveröffentlichung: 1. Dezember 2009   |
| 2018 | Coloured White Rose Garden, Thirty Tigers                   | — | Erstveröffentlichung: 22. Juni 2018      |
| 2022 | Public Displays of Affection: The Album Supergiant, Def Jam | — | Erstveröffentlichung: 23. September 2022 |
| 2024 | Revenge Muni Long Inc, Def Jam                              | — | Erstveröffentlichung: 30. August 2024    |

### EPs
| Jahr | Titel Musiklabel                                     | Höchstplatzierung, Gesamtwochen, AuszeichnungChartsChartplatzierungen (Jahr, Titel, Musiklabel, Platzierungen, Wochen, Auszeichnungen, Anmerkungen) | Anmerkungen                             |
| Jahr | Titel Musiklabel                                     | US | Anmerkungen                             |
| ---- | ---------------------------------------------------- | --- | --------------------------------------- |
| 2009 | Hello My Apple Capitol                               | — | Erstveröffentlichung: 2009              |
| 2020 | Black Like This Supergiant, Create                   | — | Erstveröffentlichung: 13. November 2020 |
| 2021 | Nobody Knows Supergiant, Def Jam                     | — | Erstveröffentlichung: 14. Juli 2021     |
| 2021 | Public Displays of Affection Supergiant, Def Jam     | US170 (1 Wo.)US | Erstveröffentlichung: 19. November      |
| 2022 | Public Displays of Affection Too Supergiant, Def Jam | — | Erstveröffentlichung: 1. Juli 2022      |

### Singles
| Jahr | Titel Album                                                                         | Höchstplatzierung, Gesamtwochen, AuszeichnungChartplatzierungen (Jahr, Titel, Album, Platzierungen, Wochen, Auszeichnungen, Anmerkungen) | Höchstplatzierung, Gesamtwochen, AuszeichnungChartplatzierungen (Jahr, Titel, Album, Platzierungen, Wochen, Auszeichnungen, Anmerkungen) | Anmerkungen                                                                        |
| Jahr | Titel Album                                                                         | UK | US | Anmerkungen                                                                        |
| ---- | ----------------------------------------------------------------------------------- | --- | --- | ---------------------------------------------------------------------------------- |
| 2009 | Dollhouse Jukebox                                                                   | — | — | Erstveröffentlichung: 17. August 2009                                              |
| 2010 | Lovesick Jukebox                                                                    | — | — | Erstveröffentlichung: 2. März 2010                                                 |
| 2018 | Gentle Hands Coloured                                                               | — | — | Erstveröffentlichung: 2018                                                         |
| 2018 | Heavenly Coloured                                                                   | — | — | Erstveröffentlichung: 2018                                                         |
| 2018 | Family Tree Coloured                                                                | — | — | Erstveröffentlichung: 2018                                                         |
| 2020 | Midnight Snack Black Like This                                                      | — | — | Erstveröffentlichung: 2020 feat. Jacob Latimore                                    |
| 2020 | Breakin Up Black Like This                                                          | — | — | Erstveröffentlichung: 2020                                                         |
| 2020 | Nekkid Black Like This                                                              | — | — | Erstveröffentlichung: 2020 feat. YFN Lucci                                         |
| 2020 | Build a Bae Nobody Knows                                                            | — | — | Erstveröffentlichung: 2020 feat. Yung Bleu                                         |
| 2021 | Thot Thoughts Nobody Knows                                                          | — | — | Erstveröffentlichung: 2021 feat. Sukihana                                          |
| 2021 | Bodies Nobody Knows                                                                 | — | — | Erstveröffentlichung: 2021                                                         |
| 2021 | Sneaky Link Nobody Knows                                                            | — | — | Erstveröffentlichung: 2021                                                         |
| 2021 | No R&B Public Displays of Affection • Public Displays of Affection: The Album       | — | — | Erstveröffentlichung: 2021 feat. Ann Marie                                         |
| 2021 | Ain’t Easy Public Displays of Affection • Public Displays of Affection: The Album   | — | — | Erstveröffentlichung: 2021                                                         |
| 2022 | Hrs and Hrs Public Displays of Affection • Public Displays of Affection: The Album  | UK41 Silber · (9 Wo.)UK | US16 ×3Dreifachplatin · (20 Wo.)US | Erstveröffentlichung: 2022                                                         |
| 2022 | Time Machine Public Displays of Affection • Public Displays of Affection: The Album | — | — | Erstveröffentlichung: 2022                                                         |
| 2022 | Another Public Displays of Affection Too • Public Displays of Affection: The Album  | — | — | Erstveröffentlichung: 2022                                                         |
| 2022 | Pain Public Displays of Affection Too • Public Displays of Affection: The Album     | — | — | Erstveröffentlichung: 2022                                                         |
| 2022 | Baby Boo Public Displays of Affection Too • Public Displays of Affection: The Album | — | — | Erstveröffentlichung: 2022 mit Saweetie                                            |
| 2023 | Angel Pt. 1 Fast X: Original Motion Picture Soundtrack                              | — | US65 (2 Wo.)US | Erstveröffentlichung: 18. Mai 2023 mit Kodak Black & NLE Choppa feat. Jimin & Jvke |
| 2023 | Made for Me Revenge                                                                 | UK36 Silber · (9 Wo.)UK | US20 Platin · (22 Wo.)US | Erstveröffentlichung: 15. September 2023                                           |
| 2024 | Make Me Forget Revenge                                                              | — | — | Erstveröffentlichung: 2024                                                         |
| 2024 | Ruined Me Revenge                                                                   | — | — | Erstveröffentlichung: 2024                                                         |

## Auszeichnungen für Musikverkäufe
| Goldene Schallplatte - Neuseeland - 2024: für die Single Made For Me | Platin-Schallplatte - Brasilien - 2024: für die Single Hrs & Hrs |

Anmerkung: Auszeichnungen in Ländern aus den Charttabellen bzw. Chartboxen sind in ebendiesen zu finden.
| Land/RegionAuszeichnungen für Musikverkäufe (Land/Region, Auszeichnungen, Verkäufe, Quellen) | Silber     | Gold  | Platin     | Verkäufe  | Quellen                   |
| -------------------------------------------------------------------------------------------- | ---------- | ----- | ---------- | --------- | ------------------------- |
| Brasilien (PMB)                                                                              | —          | —     | Platin1    | 40.000    | pro-musicabr.org.br       |
| Neuseeland (RMNZ)                                                                            | —          | Gold1 | —          | 15.000    | aotearoamusiccharts.co.nz |
| Vereinigte Staaten (RIAA)                                                                    | —          | —     | 4× Platin4 | 4.000.000 | riaa.com                  |
| Vereinigtes Königreich (BPI)                                                                 | 2× Silber2 | —     | —          | 400.000   | bpi.co.uk                 |
| Insgesamt                                                                                    | 2× Silber2 | Gold1 | 5× Platin5 |           |                           |

## Auszeichnungen und Nominierungen
| Jahr | Association              | Kategorie                                | Nominiertes Werk                 | Ergebnis    |
| ---- | ------------------------ | ---------------------------------------- | -------------------------------- | ----------- |
| 2022 | American Music Awards    | Favorite R&B Song                        | Hrs and Hrs                      | Nominierung |
| 2022 | American Music Awards    | Favorite Female R&B Artist               | Muni Long selbst                 | Nominierung |
| 2022 | BET Awards               | Best New Artist                          | Muni Long selbst                 | Nominierung |
| 2022 | Give Her FlowHERS Awards | The Bloom Award                          | Muni Long selbst                 | Sieg        |
| 2022 | Grammy Awards            | Album of the Year                        | Back of My Mind (als Songwriter) | Nominierung |
| 2022 | MTV Europe Music Awards  | Best Push                                | Baby Boo                         | Nominierung |
| 2022 | MTV Video Music Awards   | Push Performance of the Year             | Baby Boo                         | Nominierung |
| 2022 | People’s Choice Awards   | The New Artist of 2022                   | Herself                          | Nominierung |
| 2022 | Soul Train Music Awards  | Song of the Year                         | Hrs and Hrs                      | Nominierung |
| 2022 | Soul Train Music Awards  | The Ashford & Simpson Songwriter’s Award | Hrs and Hrs                      | Sieg        |
| 2022 | Soul Train Music Awards  | Video of the Year                        | Hrs and Hrs                      | Nominierung |
| 2022 | Soul Train Music Awards  | Best New Artist                          | Herself                          | Nominierung |
| 2023 | Grammy Awards            | Best New Artist                          | Herself                          | Nominierung |
| 2023 | Grammy Awards            | Best R&B Performance                     | Hrs and Hrs                      | Sieg        |
| 2023 | Grammy Awards            | Best R&B Song                            | Hrs and Hrs                      | Nominierung |
| 2024 | MTV Video Music Awards   | Best R&B                                 | Made for Me                      | Nominierung |
| 2025 | Grammy Awards            | Best R&B Performance                     | Made for Me                      | ausstehend  |
| 2025 | Grammy Awards            | Best Traditional R&B Performance         | Make Me Forget                   | ausstehend  |
| 2025 | Grammy Awards            | Best R&B Song                            | Ruined Me                        | ausstehend  |
| 2025 | Grammy Awards            | Best R&B Album                           | Revenge                          | ausstehend  |